# Grégoire de Waldeck
Grégoire de Waldeck (en allemand : Gregor von Waldeck, en tchèque : Řehoř Zajíc z Valdeka ;  né vers 1235, mort le 6 septembre 1301 sans doute à Prague) fut évêque de Prague de 1296 à 1301.

## Origine
Grégoire de Waldeck ou Waldek est depuis environ 1270 écolâtre du chapitre de chanoines de la cathédrale Saint-Guy de Prague alors que l'école de ce chapitre est à ce moment-là à son apogée. Depuis 1277, il occupe le poste de doyen et dans ce cadre qu'il mène en 1278, les négociations pour la  confirmation pontificale et la consécration épiscopale de Tobias de Bechyně l'évêque de Prague et ce n'est que le  8 mars 1282 que Grégoire est ordonné prêtre par ce même évêque.

## Évêque de Prague
Sur la proposition du Prévôt Johann Sadská  le chapitre de la cathédrale de Pargue choisit en 1296, Grégoire de Waldek pour succéder au défunt évêque Bechyně. Au nom de l'évêque de Mayence Gerhard von Eppstein, de qui dépend la province ecclésiastique de Bohême et de Moravie, l'évêque d'Olomouc Théodoric de Neuhaus lui apporte la confirmation pontificale et procède à sa consécration épiscopale.
On concerne de nombreux actes de l'épiscopat de Grégoire. Il participe au sacre du roi Venceslas IV de Bohême et il est présent lors de la pose de la pierre angulaire de l'église du monastère de Zbraslav. Un official chargé des affaires judiciaires est d'abord affecté à son épiscopat. À sa mort il est inhumé dans la cathédrale Saint-Guy.